# Julie Bell
Julie Bell (Beaumont, 21 ottobre 1958) è un'illustratrice, fotografa, pittrice ed ex culturista statunitense, nota per le sue illustrazioni di genere heroic fantasy, con una forte componente sensuale.

## Biografia
È nata a Beaumont, una città del Texas. Ha frequentato sei scuole studiando pittura e disegno. In gioventù amava il bodybuilding. ha preso parte a vari concorsi e ha ricevuto riconoscimenti nazionali, che in seguito l'hanno influenzata a ritrarre donne belle e muscolose. 
Julie Bell ha illustrato le copertine di quasi 100 libri e riviste di fantascienza e fantasy, a partir dagli anni '90. Lei e il cileno Boris Vallejo, suo secondo marito, hanno svolto assieme lavori pubblicitari per aziende come Nike, Coca-Cola e Toyota. Sebbene sia meglio conosciuta per le sue opere fantasy, ha realizzato anche dipinti iperrealistici di animali selvatici.

## Vita privata
Nel 1978 ha sposato in prime nozze lo scienziato e scrittore Donald Emanuel Palumbo. Durante questo matrimonio, ha dato alla luce due figli, Anthony e David Palumbo, che successivamente sono diventati anch'essi artisti professionisti. Nel 1989 ha conosciuto, e in seguito sposato,  Boris Vallejo, per il quale inizialmente ha fatto da modella: la coppia, che condivide anche il sito ufficiale sul web, vive ad Allentown.